# (13638) Fiorenza
(13638) Fiorenza (1996 CJ7) – planetoida z pasa głównego asteroid okrążająca Słońce w ciągu 3,61 lat w średniej odległości 2,35 j.a. Odkryta 14 lutego 1996 roku.